# Cincinnati Open 1999 - Qualificazioni doppio
Le qualificazioni del doppio  del Cincinnati Open 1999 sono state un torneo di tennis preliminare per accedere alla fase finale della manifestazione. I vincitori dell'ultimo turno sono entrati di diritto nel tabellone principale. In caso di ritiro di uno o più giocatori aventi diritto a questi sono subentrati i lucky loser, ossia i giocatori che hanno perso nell'ultimo turno ma che avevano una classifica più alta rispetto agli altri partecipanti che avevano comunque perso nel turno finale.
Le qualificazioni del doppio del torneo Cincinnati Open 1999 prevedevano 4 coppie partecipanti di cui una è entrata nel tabellone principale.

## Teste di serie
1. Brandon Coupe /  Robbie Koenig (primo turno)

1. Aleksandar Kitinov /  Jack Waite (primo turno)

## Qualificati
1. Aleksandar Kitinov  /   Jack Waite

## Tabellone

### Legenda
| - Q = Qualificato - WC = Wild card - LL = Lucky loser | - ALT = Alternate - SE = Special Exempt - PR = Protected Ranking | - w/o = Walkover - r = Ritirato - d = Squalificato |

|  | Primo turno | Primo turno                   | Primo turno                 | Primo turno | Primo turno |  |  | Ultimo turno | Ultimo turno                    | Ultimo turno                    | Ultimo turno | Ultimo turno |  |
|  |             |                               |                             |             |             |  |  |              |                                 |                                 |              |              |  |
|  | 1           | Brandon Coupe Robbie Koenig   | Brandon Coupe Robbie Koenig | 6           | 6           |  |  |              |                                 |                                 |              |              |  |
|  |             | Keith Jones Dan Kronauge      | Keith Jones Dan Kronauge    | 3           | 4           |  |  |              | T. J. Middleton Michael Tebbutt | T. J. Middleton Michael Tebbutt | 1            | 4            |  |
|  |             | Paul Goldstein Cecil Mamiit   | 5                           | 6           | 6           |  |  | 2            | Aleksandar Kitinov Jack Waite   | Aleksandar Kitinov Jack Waite   | 6            | 6            |  |
|  | 3           | Marius Barnard Brent Haygarth | 7                           | 4           | 0           |  |  |              |                                 |                                 |              |              |  |